# Rich Kidz
Rich Kidz ist das dritte Soloalbum des deutschen Rappers Kay One. Es wurde am 25. Oktober 2013 über sein eigenes Label AP Allstars veröffentlicht und mit Hilfe von Embassy of Music vertrieben.

## Titel
Das Album sollte ursprünglich unter dem Titel V.I.P., dem Titel der ersten Single, veröffentlicht werden. Der Albumtitel wurde dann jedoch zu Rich Kidz (engl. für: „Reiche Kinder“) geändert. Wie Kay One in einer auf YouTube veröffentlichten Videobotschaft äußerte, sei die Wahl des Albumtitels „sehr schnell“ erfolgt. Inspiriert haben soll ihn dabei das Betrachten eines Hotels in Zürich: „Ich war vor dem […] teuersten Hotel in Zürich. […] und da stand ich halt gerade davor […] und ich dachte, […] das sieht so pompös aus“.

## Hintergrund
2010 wurde Kay Ones Debütalbum über das Label ersguterjunge veröffentlicht. Es erreichte Platz 7 der deutschen Charts. Zwei Jahre später erschien dann das Album Prince of Belvedair, das Rang 4 der Charts belegen konnte. Nach diesem Album verließ Kay One das Label ersguterjunge und machte durch den Remix zum Song Dancing in London und seiner Single Finale wir kommen auf sich aufmerksam. Zudem wurden Musikvideos zu den bis dahin unveröffentlichten Songs Nah und doch so fern sowie Bottles & Models veröffentlicht. Bei letzterem Song wurde Kay One von dem US-amerikanischen Rapper Red Café unterstützt. Im August 2013 erschien der Freetrack Nichts als die Wahrheit, der einen Track gegen seinen ehemaligen Labelchef Bushido darstellt. Nach eigener Aussage handelt es sich bei diesem Werk nicht um einen Disstrack, sondern um einem Song, der laut Glöckler „Nichts als die Wahrheit“ darstelle.

## Editionen
Das Album wurde in vier verschiedenen Editionen veröffentlicht. Die Standard Edition stellt eine CD mit 17 Tracks dar. Auf der Deluxe Edition erhält der Käufer neben den 17 Tracks noch vier Bonustracks und eine zweite CD mit den Instrumental-Versionen der Lieder. Die iTunes Edition beinhaltet neben den oben genannten Songs auch noch den Bonustrack 24/7 und alle Instrumental-Versionen. In der Limited Edition ist ein signiertes Poster, eine Sonnenbrille mit Hülle, sowie die gesamte Deluxe Edition enthalten.

## Gastbeiträge
Der Sänger Emory ist auf insgesamt sieben Tracks vertreten (Keep Calm (Fuck U), Rockstar, Ich hass es dich zu lieben, ONS, Wiedersehen, Hollister Girl, My First Love, Bad Girl). Der Rapper Kns Tha Engineer unterstützt Kay One auf den Songs Früher und Belstaff. Die US-amerikanische Sängerin Melody befindet sich auf den Liedern Mittelfinger und 24/7. Der russische Rapper Timati ist auf dem Song Rockstar vertreten. Die Gruppe The Product G&B befindet sich auf den Songs V.I.P. und Beauty Queen und der deutsche Rapper Farid Bang tritt auf dem Song Helal Money in Erscheinung. Weitere Gastbeiträge stellen Kay Ones Produzent Juh-Dee (Rich Kidz) und Cindy Johnson (Welcome 2 The Good Life) dar.

## Texte
Party-Songs
Der Party-Track Rockstar mit Timati und Emory ist auf dem Album enthalten. In diesem rappt Kay One eine veränderte Zeile aus dem Lied Welcome to St. Tropez.

„We make Money. Money we’re spending.
Blackstar, Kay One, Rich Kidz, Anthem.
Und es gibt keine Grenzen.
Reich sein bedeutet, Chicks zu beschenken.
Cancel jeden Flug und ich erb’s nicht.
Timati, AP Millionair’s Clique.
Wer mich im Club, im Suff trifft, sagt:
„Das ist nicht mehr lustig“.
Ich push mich, lieb es auszurasten, bei Frauen draufzuklatschen.“

Persönliche Songs
Das Album beinhaltet den tiefgründigen Song Ich hasse es dich zu lieben. In diesem geht es um eine vergangene Beziehung zu einer weiblichen Person, die mit "Du" angesprochen wird.

„Ich vermiss’ es. Was interessieren mich die Bitches ?
All dieser Luxus. Scheiß auf Champagner, scheiß auf die Partys, das Geld.
Ich war dankbar, dass ich dich traf. Das war Schicksal auf der Misswahl.
Als ich dich sah. Und ich dachte echt, das mit uns passt.
Wir sind erwachsen. Also, nenn mir den Grund, Schatz.“

Gewaltverherrlichende Songs
Zudem befindet sich der Song Helal Money auf dem Album. In diesem Song fordert der Rapper Farid Bang zur Gewalt gegen den britischen Popsänger Jay Khan auf.

„Ich komme mit Kay One. Wer ist Jay Khan ?
10 Stunden lang ficken ist, was ich auf Jay kann.
Nachdem ich den Bastard K.O. schlag’, ist der Fisch
in der Zeitung, wie eine Mafia-Botschaft.
Klatsch’ ihn in Ohnmacht. Dann wacht er wieder auf,
sieht die Zähne auf dem Tisch und sagt:
„Hatte ich die nicht im Maul ?““

## Titelliste
Standard Edition
| #  | Titel                      | Gastmusiker              | Länge |
| -- | -------------------------- | ------------------------ | ----- |
| 1  | Intro                      |                          | 0:41  |
| 2  | Keep Calm (Fuck U)         | Emory                    | 4:43  |
| 3  | Pushen                     |                          | 3:17  |
| 4  | Mittelfinger               | Melody                   | 3:37  |
| 5  | Rockstar                   | Timati & Emory           | 3:21  |
| 6  | Ich hass es dich zu lieben | Emory                    | 4:11  |
| 7  | V.I.P.                     | The Product G&B          | 4:25  |
| 8  | Rich Kidz                  | Juh-Dee                  | 3:23  |
| 9  | ONS                        | Emory                    | 3:45  |
| 10 | Wiedersehen                | Emory                    | 4:12  |
| 11 | Helal Money                | Farid Bang               | 3:34  |
| 12 | Prince Kay One             |                          | 3:36  |
| 13 | Beauty Queen               | The Product G&B          | 4:01  |
| 14 | Hollister Girl             | Emory                    | 3:29  |
| 15 | Karma                      |                          | 3:06  |
| 16 | Früher                     | Kns Tha Engineer & Emory | 3:01  |
| 17 | My First Love              | Emory                    | 3:34  |

Deluxe Edition Bonus Tracks
| #  | Titel                   | Gastmusiker      | Länge |
| -- | ----------------------- | ---------------- | ----- |
| 18 | Belstaff                | Kns Tha Engineer | 2:49  |
| 19 | Dieses Leben            |                  | 3:12  |
| 20 | Bad Girl                | Emory            | 3:16  |
| 21 | Welcome 2 The Good Life | Cindy Johnson    | 3:38  |

+ Instrumentals
iTunes-Edition Bonus Track
| #  | Titel | Gastmusiker | Länge |
| -- | ----- | ----------- | ----- |
| 22 | 24/7  | Melody      | 3:34  |

+ Instrumentals
Limited Edition
+ Instrumentals, DVD, Sonnenbrille, signiertes Poster
Bonus-DVD:
| #  | Titel                                                                        |
| -- | ---------------------------------------------------------------------------- |
| 1  | Wie geht es dir?                                                             |
| 2  | Inwiefern Unterscheidet Sich "Rich Kidz" Von Deinen Beiden Bisherigen Alben? |
| 3  | Wie Lief Die Zusammenarbeit Mit Den Featuregästen Ab?                        |
| 4  | Mit Wem Arbeitest Du Zur Zeit?                                               |
| 5  | Was Hat Sich Seit Dem Weggang Aus Berlin In Deinem Leben Verändert?          |
| 6  | Was Hat Es Mit "AP" Auf Sich?                                                |
| 7  | Kommt Erneut Eine Prince Kollektion Von 12/13?                               |
| 8  | Wie Wichtig Ist Es Dir Eigentlich Authentisch Zu Sein?                       |
| 9  | Hast Du Sonst Noch Weitere Ziele, Die Du Gerne Erreichen Willst?             |
| 10 | Warum Ist Emory So Oft Auf "Rich Kidz" Zu Hören?                             |
| 11 | Wird Es In Der Zukunft Nochmal Beef Mit Anderen Rappern Geben?               |
| 12 | Wie War Der Videodreh Zu "V.I.P." In Brasilien?                              |
| 13 | Warum Macht Dein Vater Eigentlich Dein Management?                           |
| 14 | Freestyle / Schlusswort                                                      |

## Covergestaltung
Das Cover ist in schwarz-weißen Farbtönen gehalten. Auf der linken Seite befinden sich der Schriftzug Prince Kay One und darunter der Titel des Albums Rich Kidz. Bei der Deluxe Edition befindet sich jeweils links und rechts auf dem Cover ein Objekt mit den Aufschriften FSK ab 12 freigegeben, Album Making-Of, Bonus-DVD und 4 Bonus Tracks. Es zeigt den Rapper von einer seitlichen Ansicht. Kay One trägt auf dem Cover eine Sonnenbrille.

## Vermarktung
Zu der Single V.I.P. wurde jeweils eine deutsche und englische Version als Musikvideo veröffentlicht. Neben dem Musikvideo zur Single Keep Calm (Fuck U) erschien auch ein Video zu dem Song Früher. Zudem wurde der Song V.I.P. durch Fernseh-Werbung und durch TV-Auftritte promotet. Kay One hatte nebenbei noch einen Auftritt in der Sendung Stern TV. Außerdem lud er viele Kurzfilme zu seinem Album auf YouTube hoch. Am 28. Oktober erschien ein Track by Track-Video über das Album im Internet, in dem Kay One jeden Song eigens beschreibt.

## Rezeption

### Erfolg
Rich Kidz stieg auf Platz eins der deutschen Albumcharts ein und hielt sich eine Woche an ebendiesem und 19 Wochen in den Top 100. Darüber hinaus erreichte das Album ebenfalls die Chartspitze der deutschen Independentcharts. In Österreich kam es auf Position drei und in der Schweiz auf Rang fünf.
Die am 31. Mai 2013 ausgekoppelte Single V.I.P. erreichte Rang vier, was für Kay One die bis dahin höchste Singleplatzierung bedeutete. Die zweite Single war Belstaff (mit Kns Tha Engineer), welche am 4. Oktober 2013 exklusiv auf iTunes zum Kauf angeboten wurde. Sie erreichte Platz 50 in Österreich und konnte sich zudem mehrere Wochen in den deutschen iTunes-Charts halten. Eine Woche später wurde dann der Titelsong Rich Kidz zum Kauf angeboten. Der Titelsong schaffte es auf Platz 98 in Deutschland und Rang 33 in Österreich. Auf diesem Song wird Kay One von seinem Produzenten Juh-Dee unterstützt. Die vierte Single Keep Calm (Fuck U) erschien am 18. Oktober 2013 und schaffte es auf Platz 11 der deutschen Charts. Die Songs Helal Money (feat. Farid Bang), Pushen und Ich hasse es dich zu lieben gelangten aufgrund starker Downloads ebenfalls in die Singlecharts. So belegte Helal Money Platz 71, Ich hass es dich zu lieben Rang 95 und Pushen Position 96 in Deutschland.
Album

| Jahr | Titel     | Höchstplatzierung, Gesamtwochen, AuszeichnungChartplatzierungen (Jahr, Titel, Platzierungen, Wochen, Auszeichnungen, Anmerkungen) | Höchstplatzierung, Gesamtwochen, AuszeichnungChartplatzierungen (Jahr, Titel, Platzierungen, Wochen, Auszeichnungen, Anmerkungen) | Höchstplatzierung, Gesamtwochen, AuszeichnungChartplatzierungen (Jahr, Titel, Platzierungen, Wochen, Auszeichnungen, Anmerkungen) | Anmerkungen                            |
| Jahr | Titel     | DE | AT | CH | Anmerkungen                            |
| ---- | --------- | --- | --- | --- | -------------------------------------- |
| 2013 | Rich Kidz | DE1 (19 Wo.)DE | AT3 (10 Wo.)AT | CH5 (6 Wo.)CH | Erstveröffentlichung: 25. Oktober 2013 |

Singles

| Jahr | Titel Album                          | Höchstplatzierung, Gesamtwochen, AuszeichnungChartplatzierungen (Jahr, Titel, Album, Platzierungen, Wochen, Auszeichnungen, Anmerkungen) | Höchstplatzierung, Gesamtwochen, AuszeichnungChartplatzierungen (Jahr, Titel, Album, Platzierungen, Wochen, Auszeichnungen, Anmerkungen) | Höchstplatzierung, Gesamtwochen, AuszeichnungChartplatzierungen (Jahr, Titel, Album, Platzierungen, Wochen, Auszeichnungen, Anmerkungen) | Anmerkungen                                                |
| Jahr | Titel Album                          | DE | AT | CH | Anmerkungen                                                |
| ---- | ------------------------------------ | --- | --- | --- | ---------------------------------------------------------- |
| 2013 | V.I.P. Rich Kidz                     | DE4 (14 Wo.)DE | AT9 (11 Wo.)AT | CH10 (3 Wo.)CH | Erstveröffentlichung: 31. Mai 2013 mit The Product G&B     |
| 2013 | Belstaff Rich Kidz                   | DE96 (1 Wo.)DE | AT50 (2 Wo.)AT | — | Erstveröffentlichung: 4. Oktober 2013 mit Kns Tha Engineer |
| 2013 | Rich Kidz                            | DE98 (1 Wo.)DE | AT33 (3 Wo.)AT | — | Erstveröffentlichung: 11. Oktober 2013 mit Juh-Dee         |
| 2013 | Keep Calm (Fuck U) Rich Kidz         | DE11 (15 Wo.)DE | AT15 (12 Wo.)AT | CH30 (1 Wo.)CH | Erstveröffentlichung: 18. Oktober 2013 mit Emory           |
| 2013 | Helal Money Rich Kidz                | DE71 (1 Wo.)DE | — | — | Erstveröffentlichung: 25. Oktober 2013 mit Farid Bang      |
| 2013 | Ich hass es dich zu lieben Rich Kidz | DE52 (6 Wo.)DE | — | — | Erstveröffentlichung: 25. Oktober 2013 mit Emory           |
| 2013 | Pushen Rich Kidz                     | DE96 (1 Wo.)DE | — | — | Erstveröffentlichung: 25. Oktober 2013                     |

### Kritik
Bewertungen der Medien
| Professionelle Bewertungen | Professionelle Bewertungen |
| -------------------------- | -------------------------- |
| Kritiken                   |                            |
| Quelle                     | Bewertung                  |
| laut.de                    | [ 6 ]                      |
| Backspin                   | [ 7 ]                      |
| rap.de                     | [ 8 ]                      |
| rappers.in                 | [ 9 ]                      |
| hiphopjam.net              | [ 10 ]                     |

In den Musikmedien wurde Rich Kidz überwiegend negativ bewertet. Bei Rap.de wurden Rich Kidz drei von zehn Sternen verliehen. Der Redakteur Phil Weichert betitelt die Veröffentlichung als „Plastikpop ohne Inhalt“. Am stärksten wird das Intro des Albums und das Lied Keep Calm (Fuck U) kritisiert: „Bereits das Intro lässt nichts Gutes erahnen. Nach einer kurzen Retrospektive aus Kay Ones Schulzeit und dem üblichen "Ich-hab-kein-Bock-auf-Schule,-ich-werd-reicher-Rapper"-Gelaber folgt der bereits als Video und Single ausgekoppelte Track "Keep Calm" und weist gleich den Weg in die kommenden 60 Minuten Plastikpop mit hohlen Phrasen und Reimversen auf Grundschulniveau Englisch vierte Klasse“. Hervorgehoben wird dagegen der darauffolgende Song Pushen: „Gott sei Dank lässt "Rich Kidz" den Hörer nach diesem katastrophalen Einstieg erstmal kurz durchatmen und bietet mit dem folgenden Track "Pushen", dann wirklich schon fast sowas wie einen unterhaltsamen Track. Wirklich innovativ ist der 3:17 Minuten lange Rumgeprotze nicht, aber der ins Ohr gehende Beat von Juh-Dee und die druckvolle Stimme von Kay sorgen für ein solides Stück Musik“. Zudem kritisiert der Redakteur mangelnde Arroganz und Technik von Kay One: „Die alte Arroganz und vor allem seine einst überragende Technik von Kay sucht man auf "Rich Kidz" vergeblich. Das komplette Werk wirkt lieblos zusammengeschustert. Die Bemühungen einen richtigen Hit abzuliefern verlaufen durch Kays durchweg langweilige Texte mit monotoner Vortragsweise schnell im Sand. Einen Banger wie "I need a Girl Part 3" oder "Style und das Geld" gibt es auf "Rich Kidz" nicht. Dafür darf man sich mit einem lieblos vorgetragenen Parts von Farid Bang begnügen sowie mit kitschigen Liebesliedern oder schief gesungenen Hooks von Emory“. Am Ende der Rezension empfiehlt der Redakteur dem Leser die Veröffentlichungen NWA von Shindy und Hallo Monaco von Capo.
Auch die E-Zine laut.de, die das Album mit 2 von 5 möglichen Sternen bewertete, befand, dass Kay One auf dem Album mit seinem Talent „ziemlich verschwenderisch“ umgehe. Darüber hinaus bemängelte die Redaktion die thematische Inkonsistenz des Albums und kritisierte bei den emotionaleren Liedern des Albums vor allem die häufige Präsenz des auf acht Liedern vertretenen Emory. Als „Lichtblicke“ wurden derweil die Titel Helal Money und Prince Kay One ausgemacht. Noch weiter in seiner Kritik ging das Backspin Hip Hop Magazin, das Rich Kidz die mit 1 von 5 Punkten die niedrigstmöglichen Wertung gab, und das Werk zusammenfassend als Album gefüllt mit „komplett sinnbefreiten Texten, stumpfen Disco-Sounds und Tracks, die allesamt kaum zu unterscheiden sind aufgrund ihrer Belanglosigkeit“ beschrieb.
Mitunter positivere Kritiken erntete das Album in Nachrichtenmagazinen. So lobte Die Welt in höchsten Tönen: „Es heißt "Rich Kidz" und ist nicht nur ein klanggewordenes Verbalgeprotze mit 60-minütiger Laufzeit, sondern auch eines der besten Deutschrap-Alben des Jahres“. Das Album bringe deutschen Hip-Hop wieder auf die Tanzfläche: „Hinter den treibenden Bässen verbirgt sich ein astreiner Clubsound, der spielerisch die Fesseln der strengen deutschen HipHop-Ikonografie sprengt. Plötzlich kann Deutschrap auch auf dem Dancefloor stattfinden“. die Im Bericht wird das Album als bisherige beste Veröffentlichung von Kay One bezeichnet: „Die 17 Tracks klingen mit wenigen Aussetzern [...] insgesamt so frisch und homogen, dass Prince Kay One hier klar sein bisheriges Meisterwerk vorgelegt hat. Ein verspätetes Sommeralbum, das gut durch den Winter retten dürfte“. Die Gastmusiker würden das Album sogar auf eine internationale Ebene bringen: „Mit Featuregästen wie Melody Thornton von den Pussycat Dolls und einer aufpolierten Produktion erreicht das Album sogar internationales Niveau“.
Reaktionen anderer Künstler
Der Rapper Bushido bewertete das Album auf der Website von Amazon. Er habe sich „im Vorfeld schon gedacht“, dass sich das Album „in eine andere Richtung entwickeln wird“. Für ihn beinhalte das Album nur „aufgetzte Attitüden und sinnfreie Lobeshymnen an alle Marken, die man braucht um zu zeigen, dass man Geld hat“. Zudem beschrieb er es als „ganz schlechter Versuch etwas darzustellen, was man nicht ist“.
Der Rapper Silla gab ebenfalls eine Kundenrezension auf Amazon ab. Er kritisierte, dass das Album den Song Ich hass es dich zu lieben beinhaltet, da Silla einen Song mit dem gleichen Titel bereits Jahre zuvor veröffentlichte: „netter Versuch, aber gegen meine Version kommt sie leider nicht an. Daher geht mein Daumen eindeutig nach unten“. Zudem spielt der Satz „Kauf dir 2014 mein neues Album und lass dich wieder inspirieren“ darauf an, dass Kay One sich von Silla inspirieren lassen würde.
Baba Saad reagierte in Form eines sogenannten „Disstracks“. Im Song Jim Knopf wirft er Kay One vor, den Beat des als Video veröffentlichten Songs Früher ohne Erlaubnis verwendet zu haben. Zudem betitelt er Kay Ones Sänger Emory als „Hurensohn“. Der Song Früher erschien auf dem Album Rich Kidz dann in einer anderen Version.